# Imperial-Valley-Erdbeben 1979
Das Imperial-Valley-Erdbeben ereignete sich am 15. Oktober 1979 um 16:16 UTC bei Calexico an der Südgrenze Kaliforniens. Es erreichte auf der Momenten-Magnituden-Skala eine Stärke von MW = 6,5 und auf der Mercalliskala wurde die Stufe IX (zerstörend) registriert. Das Epizentrum befand sich bei 32,6° nördlicher Breite und 115,3° westlicher Länge.

## Hergang
Das Imperial-Valley-Erdbeben 1979, englisch 1979 Imperial Valley earthquake, wurde am 15. Oktober 1979 um 16:16 Uhr Pacific Daylight Time bzw. um 23:16 Uhr UTC instrumentell erfasst. Sein Epizentrum lag in Niederkalifornien nur 5 Kilometer südlich der mexikanisch-amerikanischen Grenze, knapp 15 Kilometer ostsüdöstlich von Calexico. Das Beben durchzog das Imperial Valley in Südkalifornien sowie das Tal von Mexicali in Niederkalifornien (Baja California).
Ausgehend vom Epizentrum war die Südost-Nordwest-streichende Imperial-Verwerfung (N 143) auf 35 Kilometer eingerissen – eine rechtsversetzende, steilstehende (mit einem Einfallen von 80° nach Nordost) Seitenverschiebung. Gleichzeitig wurde an ihrem Nordwestende auch noch die nach Norden (mit Streichrichtung N 000) abzweigende, 10 Kilometer lange, vertikale Brawley-Verwerfung aktiviert. Zu Versätzen kam es auch an der Rico-Verwerfung, einer recht kurzen Abschiebung bei Holtville, sowie an der Superstition-Hills-Verwerfung und sogar an der San-Andreas-Verwerfung.

### Nachbeben
Innerhalb der ersten 20 Tage nach dem Hauptbeben wurden mehr als 2.000 Nachbeben registriert, wobei vier eine Magnitude von MW = 5,0 besaßen. Auf der mexikanischen Seite im Süden des Epizentrums wurde nur geringe Aktivität gemessen. Die Nachbeben konzentrierten sich in einem Umkreis von 15 Kilometern um Brawley (insbesondere in den ersten 8 Stunden nach dem Hauptbeben), verteilten sich aber schließlich über eine Strecke von 110 Kilometer vom Saltonsee im Norden bis zum geothermischen Kraftwerk Cerro Prieto südlich von Mexicali in Mexiko. Das erste starke Nachbeben mit MW = 5,0 ereignete sich bereits um 23:19 Uhr (UTC), nur 2,5 Minuten nach dem Haptbeben. Am 16. Oktober kam es dann um 06:58 Uhr (UTC) westlich von Brawley zu einem sehr starken Nachbeben mit der Magnitude MW = 5,8.

## Seismologische Parameter

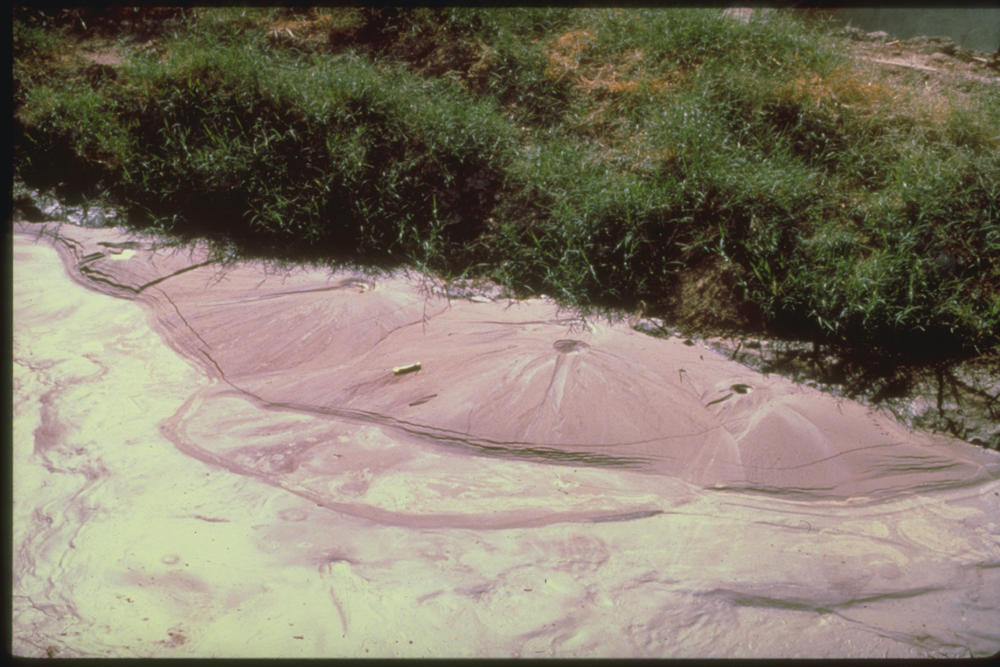
Sandfontänen am Südende der Imperial-Verwerfung

Das Erdbeben erlangte eine Stärke von MW = 6,5 und eine maximale Intensität auf der Mercalliskala von IX (zerstörend). Dennoch wurde durchschnittlich nur VII (sehr stark) angetroffen, der Wert IX wurde allein am Verwaltungsgebäude der Imperial County Services in El Centro gemessen. In Brawley und auch in Calexico konnte der Wert VII anhand baulicher Schäden ermittelt werden. Intensitätswerte von VI fanden sich in Heber, Holtville und in Yuma in Arizona.
Die Erschütterungen betrafen einen Bereich von rund 330.000 Quadratkilometer und dauerten insgesamt 6 bis 13 Sekunden. Die Herdtiefenangaben sind nicht einheitlich – angegeben werden 8 Kilometer, aber auch 11,6 Kilometer. Als maximale Beschleunigung wurde das 1,74-fache der Erdbeschleunigung erzielt – ein erstaunlich hoher Wert bei dieser Magnitude, der aber sehr wahrscheinlich durch den Linseneffekt von lokalen Sandkörpern verfälscht wird. Das Seismische Moment wurde an der Imperial-Verwerfung mit 6,4 × 1018 Nm ermittelt, an der Brawley-Verwerfung jedoch nur mit 2,7 × 1017 Nm.
Ausgehend vom Hypozentrum hatten sich die S-Wellen (Scherwellen) im Durchschnitt mit rund 3.100 Meter/Sekunde ausgebreitet – das 0,95-fache der lokalen Schergeschwindigkeit. So benötigte die Bruchfront vom Hypozentrum etwas über 13,9 Sekunden um 35 Kilometer an der Oberfläche zu durchlaufen, in 8 Kilometer Tiefe wurde dieselbe Distanz jedoch in nur 11,2 Sekunden zurückgelegt. Ihre Ausbreitung war folglich in Richtung Oberfläche wesentlich langsamer erfolgt als in der Horizontalen (auch zeigten die ersten 7 Kilometer der Verwerfung an der Oberfläche keinerlei Risse). Das Modell von R. Archuleta (1984) errechnet als maximale Verschiebungsdauer eine Zeit von 1,9 Sekunden (im mittleren Bereich der Verwerfung). Diese betrug zum Vergleich an der Oberfläche nur noch 0,2 Sekunden. Als maximalen Seitenversatz gibt das Modell 1,78 Meter an – bei einem maximalen Höhenversatz von 20 Zentimeter. An der Oberfläche betrug der Seitenversatz aber nur 0,2 bis maximal 0,6 Meter. Die Seitenverschiebungsrate erreichte ein Maximum von 1,0 Meter/Sekunde in einem Tiefenbereich von 5 bis 13 Kilometer am Nordende der Imperial-Verwerfung, die Rate des Höhenversatzes jedoch nur 0,5 Meter/Sekunde (der Höhenversatz trat nur am Nordende auf). Auch hier betrug die Seitenverschiebungsrate an der Oberfläche meist nur noch 0,018 Meter/Sekunde.
Die Herdflächenlösung ergab für das Imperial-Valley-Erdbeben einen vorwiegend horizontalen, dextralen Seitenversatz entlang der steilstehenden, N 143-streichenden Imperial-Verwerfung. Mit Einsetzen der sinistralen, N 000-streichenden Brawley-Verwerfung mit nicht unbedeutendem Höhenversatz kam es zu einer Umgestaltung des Spannungsfeldes. Ein klar hervortretender Gürtel von Nachbeben zog vom Westen Brawleys in die Nähe von Wiest Lake. Eine konjugierte, Nordost-streichende Verwerfung hatte hier auf die anwachsende Zugspannung am Nordwestende der Imperial-Verwerfung reagiert. Eine andere Aufreihung von Nachbeben folgte der Projektion der San-Andreas-Verwerfung auf 50 Kilometer in das Imperial Valley. Bis 1978 war die tektonische Entwicklung in diesem Bereich noch aseismisch erfolgt – mit ein paar kleineren Erdstößen vor dem Hauptbeben, jedoch mit einem signifikanten Zuwachs von Beben danach.

## Auswirkungen

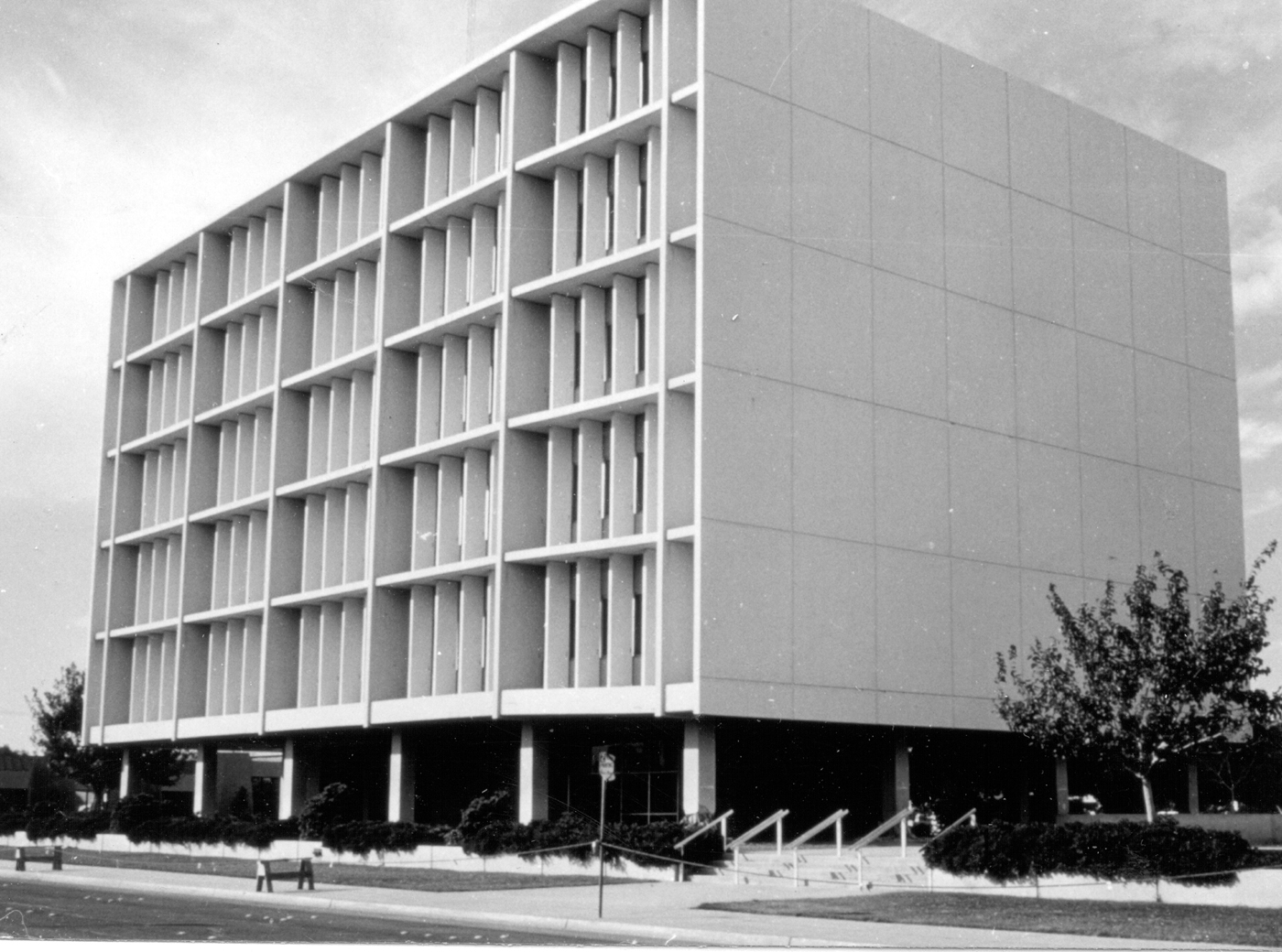
Das Gebäude der Imperial County Services in El Centro war an seinem Ostende abgesackt und wurde später ganz abgerissen

Das Imperial-Valley-Erdbeben war das stärkste Erdbeben in den zusammenhängenden Vereinigten Staaten seit dem San-Fernando-Erdbeben 1971 acht Jahre zuvor. Seine Erschütterungen waren von Las Vegas bis an den Pazifik zu spüren. Es gab aber keine Todesfälle. Vom Gouverneur Jerry Brown wurde der Notstand ausgerufen.
Die Bewässerungsanlagen im Imperial Valley wurden arg in Mitleidenschaft gezogen. An einigen Kanälen ereigneten sich Wasserausbrüche, insbesondere am All-American Canal, der das Tal mit Wasser des Colorado Rivers versorgt. Die Gesamtschäden an drei Kanälen wurden mit 982.000 Dollar beziffert. Insgesamt wurden jedoch die finanziellen Verluste durch das Beben mit 30 Millionen Dollar als noch wesentlich höher eingestuft.
Gebäudeschäden ereigneten sich in El Centro, in Brawley und in Mexicali. Verletzte wurden von beiderseits der Grenze berichtet – 61 auf amerikanischer Seite und 30 auf mexikanischer Seite. Unter den Verletzungen waren Schnitt- und Schürfwunden sowie einige Knochenbrüche zu beklagen. In der Interstate 8 bildeten sich Risse, der Verkehr wurde hierdurch jedoch nicht weiters behindert. Die Schäden an der California State Route 86 waren gravierender, da die Straße sich bis zu 15 Zentimeter abgesenkt hatte. Westlich von Brawley musste sie wegen Brückenschaden sogar ganz gesperrt werden. In El Centro kam es zu zwei Bränden und der Imperial County Airport ging nur knapp an einer Brandkatastrophe vorbei.
Unter den an der Oberfläche entstandenen Strukturen sind vor allem Sandfontänen (engl. sand boils) anzuführen, welche auf eine Bodenverflüssigung hinweisen. Sie finden sich am Südende der Imperial-Verwerfung, aber auch am New River weiter im Norden. Am Südufer des New Rivers bildete sich ein 10 Kilometer langer, unregelmäßig verlaufender Dehnungsriss zwischen Brawley und Wiest Lake. Dieser war durch das Nachbeben der Brawley-Verwerfung entstanden. Durch dieses Nachbeben bildete sich auch ein Sackungstümpel (engl. sag pond).

## Geodynamik

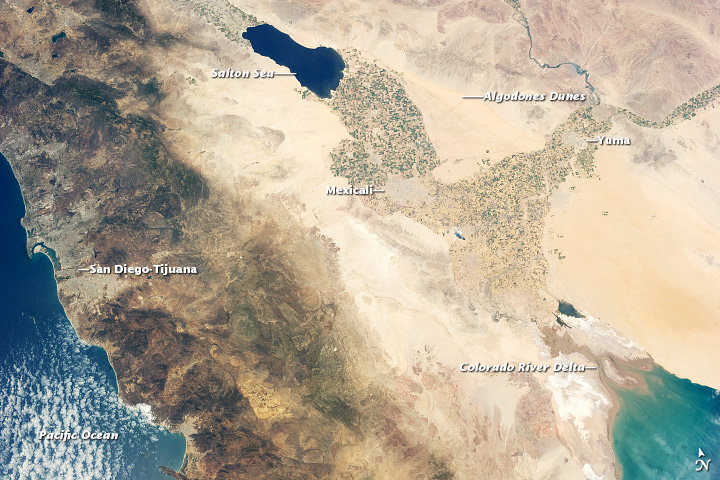
Satellitenaufnahme der Salton-Senke bis hin zum Nordende des Golfs von Kalifornien

Das Imperial Valley wird von mehreren miteinander verbundenen Verwerfungen umringt und ist mittelstarken bis schweren Erdbeben ausgesetzt, auch Schwarmbeben kommen vor. Das Tal bildet Teil der Salton-Senke, die zur komplexen Plattengrenze zwischen Pazifischer Platte und Nordamerikanischer Platte gehört. Hier ändert die Plattengrenze ihren Charakter – von der kontinentalen Transformstörung der San-Andreas-Verwerfung im Norden hin zu einer Reihe sehr kurzer Spreizungszentren des Ostpazifischen Rückens, die im Golf von Kalifornien durch ozeanische Transformstörungen miteinander verbunden werden. Die Brawley-Verwerfungszone wird als ein solches kurzes Spreizungszentrum angesehen, welches sich bereits an Land befindet. Es zeichnet sich durch hohe Seismizität aus und bildet zusammen mit der nördlichen Imperial-Verwerfung ein transtensives Einbruchsbecken – das Mesquite-Becken. Weiter südlich in Mexiko folgt dann noch als weiteres Spreizungszentrum an Land der Cerro-Prieto-Vulkan mit seinem geothermischen Feld.
Die beiden die Salton-Senke begrenzenden Verwerfungen sind entlang seiner Westseite die Elsinore-Verwerfung (zusammen mit der Laguna-Salada-Verwerfung und der Coyote-Creek-Verwerfung) und entlang seiner Ostseite die Imperial-Verwerfung. Letztere wird über die Brawley-Verwerfung mit der San Andreas-Verwerfung verknüpft. Die Brawley-Verwerfung ist, wie schon angesprochen, Teil einer seismischen Zone, die als Spreizungszentrum am Südende des Saltonsees agiert (diese stellt somit das Nordende des Ostpazifischen Rückens dar). Sie endet am Südufer des Saltonsees in mehreren Vulkanbauten, den Salton Buttes.
Zusammen mit der San-Jacinto-Verwerfungszone im Nordwesten widerfährt dem Imperial Valley eine beträchtliche seismische Aktivität. Erwähnenswert sind beispielsweise die historischen Erdbebenereignisse der Jahre 1852, 1892, 1915, 1940, 1942, 1987 und 2010. Durch Forschungsgrabungen konnten aber durch T. K. Rockwell und Kollegen (2011) von 1720 bis zum Jahr 700 noch 13 weitere Ereignisse erkannt werden.
Kleinere Erdbeben unter MW = 6,0 sind sehr häufig und machen daher die Region zum Spitzenreiter für kleinere Beben entlang der San-Andreas-Verwerfung. Auch Schwarmbeben sind an der Imperial- und an der Brawley-Verwerfung bekannt. Sie werden entweder als durch den Fluiddruck verborgener magmatischer Gänge erzeugte Scherrisse oder durch episodisches Kriechen erklärt. Beide Prozesse sind auch als gemeinsam wirkend denkbar.
Insgesamt erscheint die Erdbebentätigkeit im Imperial Valley als bimodal, d. h. wenige starke Beben von totalem Spannungsverlust und vollständigem Durchriss werden von zahlreichen kleineren Ereignissen abgelöst. Forschungsgrabungen durch Kaitlin Nicole Wessel und Kollegen (2016) ergaben für die letzten 500 Jahre eine Verformungsrate von 32 bis 45 Millimeter/Jahr – was nahezu der Relativgeschwindigkeit der Transformstörung entspricht. Die Imperial-Verwerfung nimmt mit anderen Worten einen Großteil der Relativbewegungen auf.

## Geologie

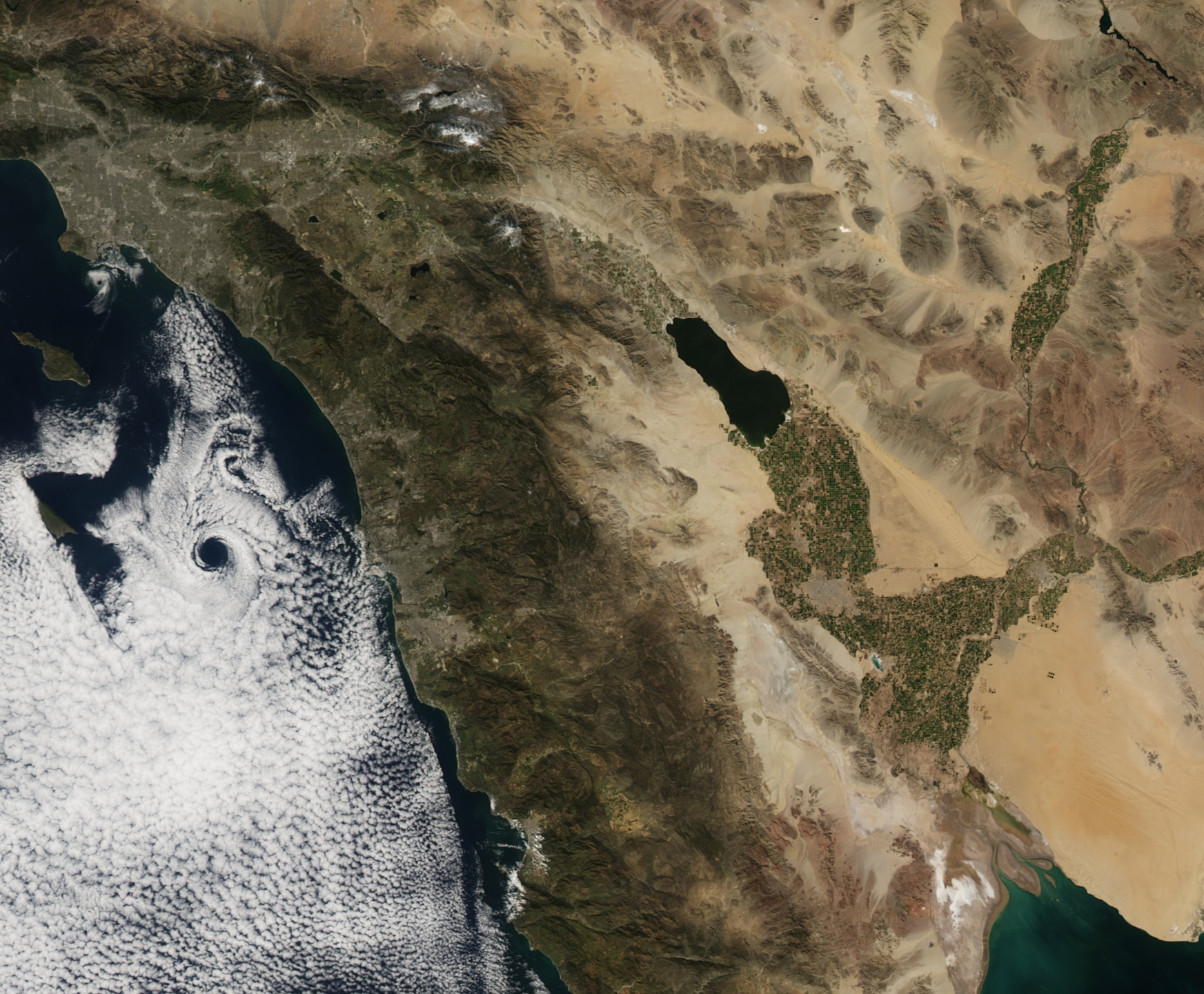
Satellitenaufnahme der Salton-Senke mit dem Saltonsee, dem Imperial Valley und der Mündung des Colorado Rivers in den Golf von Kalifornien

Die Salton-Senke, entlang deren Achse das hochseismische Imperial Valley liegt, bildet die nördliche Verlängerung der geradlinigen topographischen und strukturellen, nahezu 1400 Kilometer langen Depression des Golfs von Kalifornien. Der Golf von Kalifornien stellt ein aktives kontinentales Rift dar, welches durch den von Süden eindringenden Ostpazifischen Rücken auseinandergespreizt wurde. Die Senke beginnt am San-Gorgonio-Pass und öffnet sich dann dreiecksartig nach Südosten über eine Länge von 185 Kilometer auf 74 Kilometer Breite am Golf von Kalifornien. Die bis zu 85 Meter unter dem Meeresspiegel liegende Senke wird vom eigentlichen Golf durch eine kegelartige Aufschüttung von Deltasedimenten des Colorado Rivers abgetrennt. Die Senke liegt auf vortertiärem kristallinen Grundgebirge und entstand im Zusammenhang mit dem rechtsverschiebenden San-Andreas-Verwerfungssystem im oberen Miozän. Letzteres vertiefte den Bereich der Senke sowohl isostatisch als auch tektonisch, gleichzeitig verschob und dehnte sie ihn transtensiv zwischen den begrenzenden Bergketten.
Die Senke wurde seitdem mit bis zu 6400 Meter an marinen und vor allem kontinentalen Sedimenten aufgefüllt. Ein Großteil des Sedimentinhalts wurde allein in den vergangenen 2,5 Millionen Jahren sedimentiert. Grobe Sedimente wie Konglomerate, Fanglomerate und Hangrutschungen wurden von den Beckenrändern geschüttet und gehen dann nach innen in Sande, Silte und Tone über. Formationen der Sedimentfüllung sind im Miozän auf der Südwestseite der Senke die Anza-Formation und die terrestrische Split-Mountain-Formation, auf der Nordostseite die Mecca-Formation. Ab dem Messinium können erstmals Sedimente des Colorado Rivers in der Senke nachgewiesen werden. Im Pliozän nahm die Split-Mountain-Formation marinen Charakter an (Transgression des Golfs von Kalifornien), abgelagert wurde ferner der Fish Creek Gypsum. Das Pliozän endete mit den Tonsteinen der Imperial-Formation, die im Südwesten ebenfalls marin ausgebildet war. Während des Zancleums vor 4 Millionen Jahren hatte das Delta des Colorado Rivers bereits seine heutige Position erreicht. Das Pleistozän begann im Zentralteil der Senke mit der Palm-Spring-Formation, gefolgt von der Borrego-Formation und der Brawley-Formation. An den Rändern der Senke sammelten sich das Canebrake-Konglomerat und darüber das Ocotillo-Konglomerat. Im Holozän wurden Alluvium, Dünensande und Seesedimente (Lake Cahuilla Beds) abgesetzt.
Der Sedimentinhalt im Senkeninneren ist teilweise homoklinal abgesackt und auch verfaltet. In der Nähe der Randverwerfungen können sehr starke tektonische Zerrüttungen und engstehende Verfaltungen auftreten.
An der Basis erscheinen auch vulkanische Gesteine, beispielsweise Andesitlaven (Alverson Andesite Lava). Der Vulkanismus ist bis auf den heutigen Tag gegenwärtig, wie etwa der Niland-Geyser unterstreicht. Die oben erwähnten Salton Buttes wurden mit 16.000 Jahren datiert. Auch 765.000 Jahre alter Bishop Tuff wurde unter den Sedimenten des Pleistozäns angetroffen.
Die Nordostseite der Senke (Chocolate Mountains und Gila Mountains) wird vorwiegend von kreidezeitlichen Graniten des südkalifornischen Batholithen unterlagert, zu dem sich ältere Metasedimente (Orocopia Schist und Chuckwalla Complex) und Metavulkanite (Dos Palmas Rhyolite) gesellen. An der Südwestseite (Peninsular Ranges) stehen verschiedene präkambrische Kristallingesteine (Metasedimente) und mesozoische Granite an.
Im Oberen Pleistozän erfolgte sodann die Absenkung der Depression unter den Meeresspiegel. Abgeschottet durch die Sedimente des Colorado Rivers vom offenen Meer des Golfs von Kalifornien verwandelte sie sich in ein Wüstenbecken. Im Verlauf des Holozäns wurde dieses tief liegende Wüstenbecken periodisch vom Colorado River überflutet, so dass schließlich ein ephemerer Süßwassersee – Lake Cahuilla – entstand. Dieser trocknete um 1700 das letzte Mal aus. Der jetzige Saltonsee geht auf einen katastrophalen Einbruch des Colorado Rivers im Jahr 1905 zurück.

## Bedeutung
Die Bedeutung des Imperial-Valley-Erdbebens liegt in der Tatsache begründet, dass sein Epizentrum von einem dichten Netzwerk von geodätischen und seismologischen Messinstrumenten umgeben war. Anhand von Seismometern und Beschleunigungsmessern konnten erstmals genaue mechanische Modelle des Bruchvorgangs erstellt werden. Zu einer detaillierten Vermessung der Oberflächenrupturen boten sich den Geologen außerdem ausreichend kulturelle Referenzpunkte wie Zäune, Straßen oder Kanäle.